# Асоціація незалежних українських митців
Асоціа́ція незале́жних украї́нських митці́в, відома також як АНУМ — мистецька організація, що функціонувала у 1931—1939 роках у Львові. Заснована 1931 року групою українських митців: Святославом Гординським, Павлом Ковжуном, Ярославою Музикою та іншими. В основу діяльності асоціації були покладені принципи сформульовані учасниками попередника АНУМ — «Гуртка діячів українського мистецтва» (ГДУМ), який існував у Львові у 1922—1926 роках. За короткий час свого існування
асоціація досягла відчутних результатів у презентації світові української культури та її найкращих представників.

## Діяльність асоціації

### Завдання асоціації
Головними завданнями АНУМ була консолідація українських митців за кордоном і в Галичині, розвиток українського мистецтва на принципах і традиціях тогочасного (перша третина XX століття) європейського мистецького процесу, тобто піднесення традиційного українського мистецтва до тогочасного світового рівня. Головними засобами АНУМ у пропаганді українського мистецтва і провідних його представників з різних країн світу була виставкова і видавнича діяльність.
АНУМ активно співпрацювала з низкою українських мистецьких осередків у країнах Європи.

### Керівництво та члени асоціації
Керівництво асоціації:
- Ярослава Музика — голова
- Павло Ковжун — секретар
- Михайло Осінчук — скарбник
- Святослав Гординський

Члени асоціації:
- Михайло Андрієнко (Париж)
- Микола Бутович (Прага)
- Лев Ґец (Сянок—Перемишль)
- Микола Глущенко (Париж)
- Марія Дольницька (Відень)
- Михайло Драган (Львів)
- Федір Ємець (Берлін)
- Марґіт Сельська (Львів)
- Роман Сельський (Львів)
- Володимир Січинський (Львів—Прага)
- Василь Перебийніс (Париж)

### Виставкова діяльність

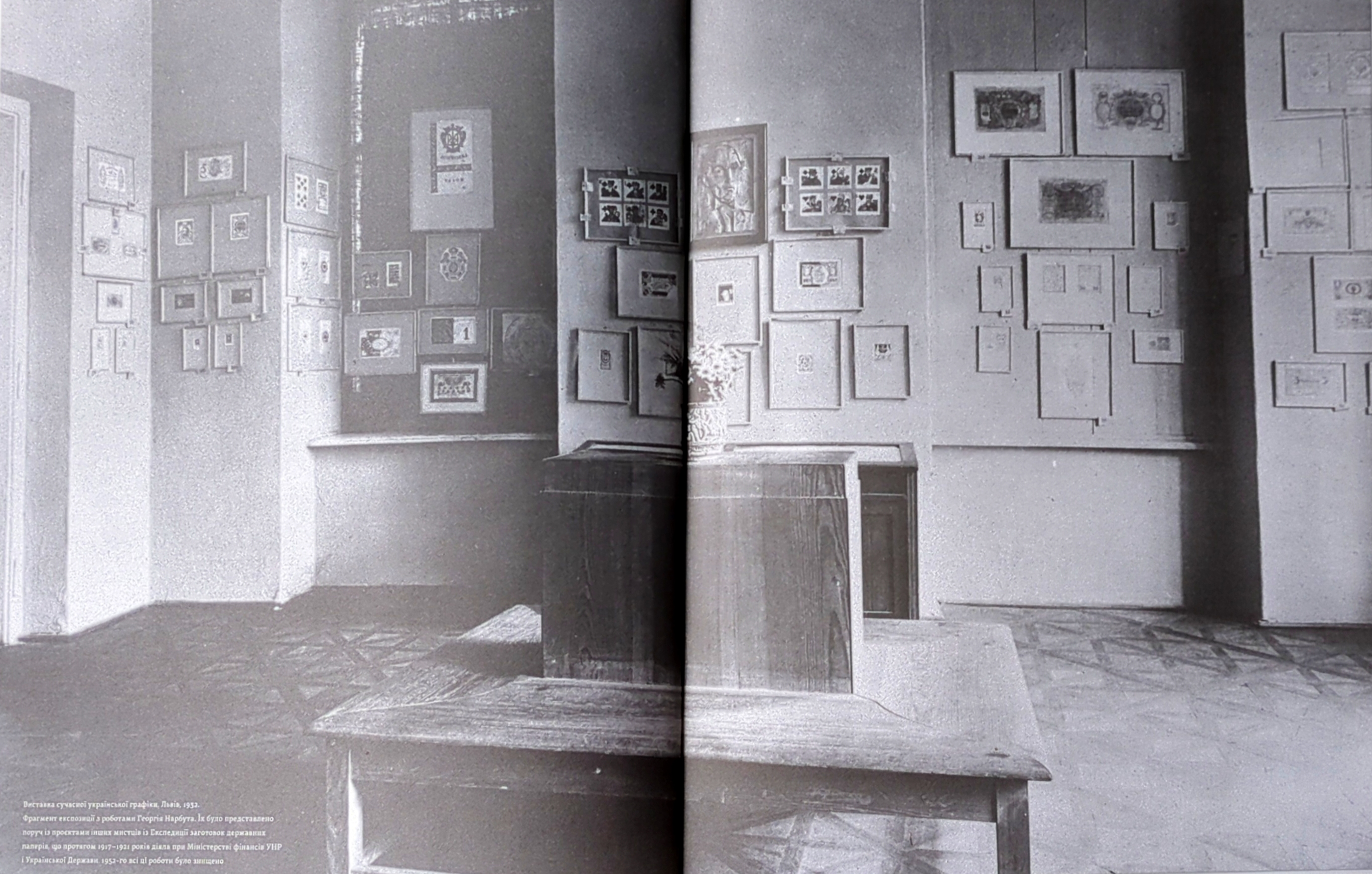
У червні 1932 року молоді митці з АНУМ, зокрема Павло Ковжун, організували у Львові виставку «Сучасна українська графіка», на якій було представлено 327 рисунків, зокрема під назвою «Нарбут і Експедиція заготовки державних паперів України»

За 9 років свого існування АНУМ провела 14 виставок з широкою географією учасників, кожна з яких експонувала твори українських митців з США (Олександр Архипенко) та Європи — В. Баляс (Варшава), А. Петрицький (Київ), І. Падалка (Харків), Я. Лукавецький (Прага) та ін. Активну участь у виставках брали й споріднені українські мистецькі осередки у країнах Європи: українська «паризька група», краківське «Зарево», варшавська мистецька група «Спокій», празька «Студія пластичного мистецтва», а також митці з Росії, Наддніпрянщини, Німеччини, Австрії. На виставках експонувались не тільки твори членів АНУМ, а також інших відомих українських та європейських митців, зокрема з Італії, Франції та Німеччини (М. Тоцці, Дж. Северіні, П. Пікассо).
Силами і коштами асоціації було проведено також низку персональних виставок українських художників (Л. Ґеца, О. Кульчицької, М. Глущенка, О. Грищенка, В. Ласовського).

### Видавнича діяльність
Одним з найважливіших досягнень АНУМ була організація видавництва перших в історії мистецьких видань українською мовою. Крім 11 детальних каталогів виставок, асоціація коштом членських внесків видала сім монографій про українських художників (М. Андрієнка, Л. Ґеца, М. Глущенка, О. Грищенка, О. Кульчицьку, О. Сахновську та ін.).
Особливу роль у становленні українського мистецтва і мистецтвознавства відіграв журнал «Мистецтво», що видавався асоціацією у 1932—1936 роках. Навколо цього видання сформувалася з грона АНУМ і згуртувалася група талановитих критиків і мистецтвознавців (С. Гординський, М. Голубець, П. Ковжун, М. Драган, В. Січинський та ін.), яка стала рушієм розвитку асоціації.